# Cumlosen
Cumlosen är en kommun och ort i Landkreis Prignitz i delstaten Brandenburg, Tyskland. Orten ligger omkring sex kilometer nordväst om Wittenberge, på östra sidan av floden Elbe. Kommunen administreras som del av kommunalförbundet Amt Lenzen-Elbtalaue, vars säte ligger i staden Lenzen (Elbe). De tidigare kommunerna Motrich, Müggendorf och Wentdorf uppgick i Cumlosen 1 oktober 1973